# Armenië op het Eurovisiesongfestival 2013
Armenië nam deel aan het Eurovisiesongfestival 2013 in Malmö, in Zweden. Het was de zevende deelname van het land op het Eurovisiesongfestival. ARMTV is verantwoordelijk voor de Armeense bijdrage voor de editie van 2013. De band Dorians behaalde in Zweden de 18e plaats met het nummer Lonely Planet.

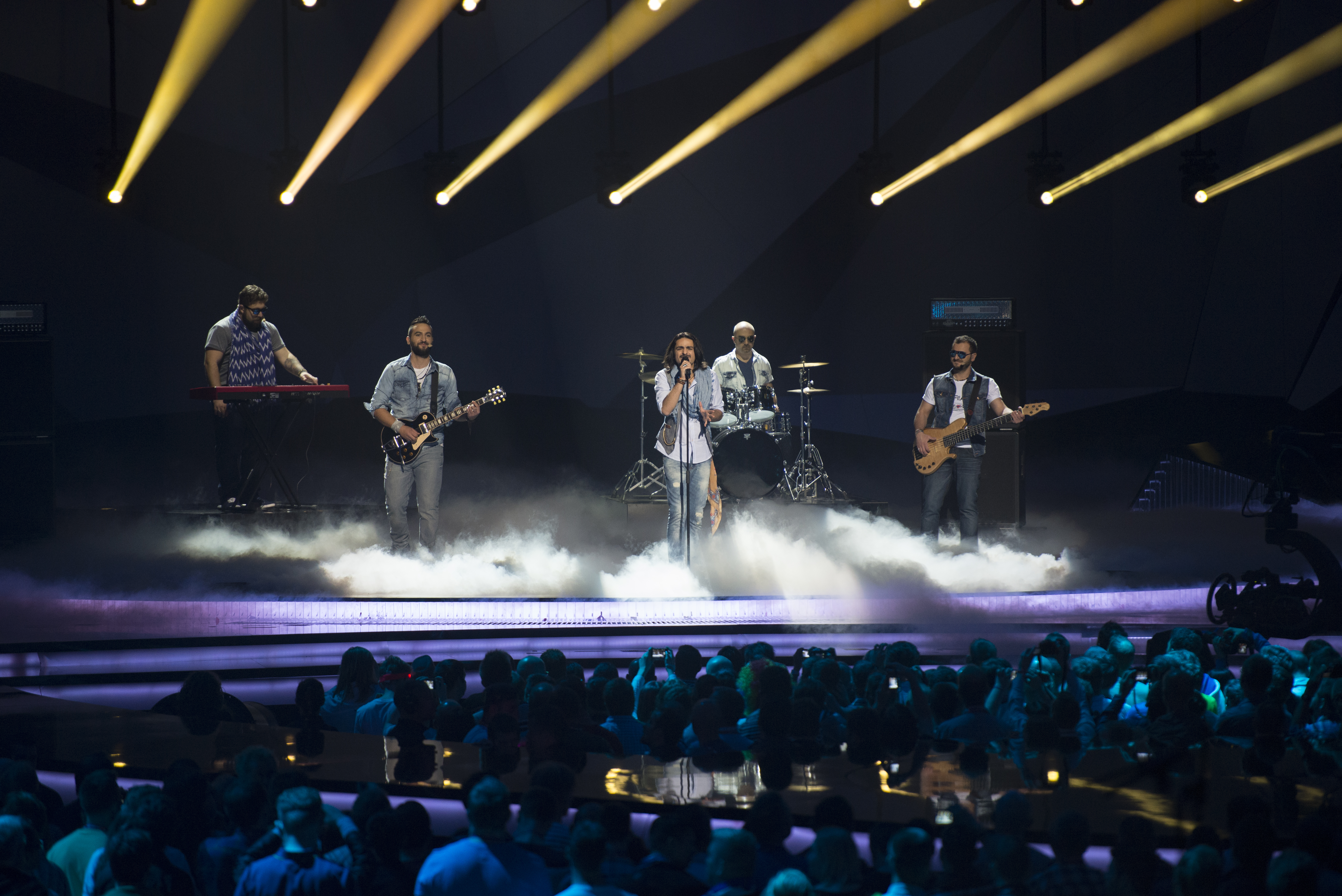
De Dorians tijdens de tweede halve finale.

## Selectieprocedure
Op 27 mei 2012, één dag na afloop van het Eurovisiesongfestival 2012, maakte de Armeense nationale omroep bekend na één jaar afwezigheid terug te zullen keren op het Eurovisiesongfestival. In 2012 was Armenië afwezig, aangezien het festival werd gehouden in buurland Azerbeidzjan, met wie de Armenen op voet van oorlog leven. Op 27 december 2012 maakte ARMTV bekend dat het intern een artiest zou aanduiden om het land te vertegenwoordigen in Malmö. Op 21 januari 2013 kwam de Armeense openbare omroep echter op zijn stappen terug. De omroep meldde immers zoveel goede inzendingen te hebben ontvangen, dat het publiek mocht beslissen wie namens Armenië naar Malmö zou trekken. Geïnteresseerden kregen nog tot en met 20 februari de tijd om een nummer op te sturen. Maar één dag later wijzigde ARMTV wederom zijn plannen. Nu werd gemeld dat Gor Sujian Armenië zou vertegenwoordigen in Malmö. De nationale finale werd wel niet geschrapt; het publiek mocht daarin bepalen met welk nummer Gor Sujian zou deelnemen aan het Eurovisiesongfestival 2013. De keuze viel uiteindelijk op Lonely Planet, dat het won van drie andere nummers. Op 18 maart maakte ARMTV nog bekend dat Sujian als onderdeel van Dorians, de band die hij in 2008 oprichtte, naar Malmö zou trekken.

## Nationale finale
2 maart 2013
| Volgorde | Lied          |
| -------- | ------------- |
| 1        | The truth     |
| 2        | No time       |
| 3        | Toy planet    |
| 4        | Lonely Planet |

## In Malmö
Armenië werd voor het festival ingedeeld in de tweede halve finale, op donderdag 16 mei 2013. Daarin haalde het de 7de plaats, voldoende voor een plaats in de finale. Daarin haalde het de 18de plaats.

### Gekregen punten

#### Halve Finale 2
| 12 punten   | 10 punten   | 8 punten                     | 7 punten      | 6 punten    |
| ----------- | ----------- | ---------------------------- | ------------- | ----------- |
| - Frankrijk | - Georgië   | - Bulgarije - Israël - Malta | - Griekenland | - Duitsland |
| 5 punten    | 4 punten    | 3 punten                     | 2 punten      | 1 punt      |
| - Roemenië  | - Noorwegen |                              |               | - Letland   |

#### Finale
| 12 punten | 10 punten | 8 punten    | 7 punten                | 6 punten                        |
| --------- | --------- | ----------- | ----------------------- | ------------------------------- |
|           | - Georgië | - Bulgarije | - Frankrijk             | - Oekraïne                      |
| 5 punten  | 4 punten  | 3 punten    | 2 punten                | 1 punt                          |
|           |           | - Hongarije | - Rusland - Wit-Rusland | - Malta - Moldavië - San Marino |

### Punten gegeven door Armenië

#### Halve Finale 2
Punten gegeven in de halve finale:
| 12 punten | Georgië     |
| 10 punten | Bulgarije   |
| 8 punten  | Griekenland |
| 7 punten  | Malta       |
| 6 punten  | Israël      |
| 5 punten  | Noorwegen   |
| 4 punten  | San Marino  |
| 3 punten  | Roemenië    |
| 2 punten  | Zwitserland |
| 1 punt    | IJsland     |

#### Finale
Punten gegeven in de finale:
| 12 punten | Oekraïne    |
| 10 punten | Georgië     |
| 8 punten  | Griekenland |
| 7 punten  | Rusland     |
| 6 punten  | Malta       |
| 5 punten  | Wit-Rusland |
| 4 punten  | Denemarken  |
| 3 punten  | Noorwegen   |
| 2 punten  | Frankrijk   |
| 1 punt    | Italië      |

2006 · 2007 · 2008 · 2009 · 2010 · 2011 · 2012 · 2013 · 2014 · 2015 · 2016 · 2017 · 2018 · 2019 · 2020-2021 · 2022 · 2023 · 2024 · 2025
Albanië · Armenië · Azerbeidzjan · België · Bulgarije ·  Cyprus · Denemarken · Duitsland · Estland · Finland · Frankrijk · Georgië · Griekenland · Hongarije · Ierland · IJsland · Israël · Italië ·  Kroatië · Letland · Litouwen · Macedonië · Malta · Moldavië · Montenegro · Nederland · Noorwegen · Oekraïne · Oostenrijk · Roemenië · Rusland · San Marino · Servië · Slovenië · Spanje · Verenigd Koninkrijk · Wit-Rusland · Zweden · Zwitserland